# پسر در حال پوست کندن میوه (کاراواجو)
پسر در حال پوست‌کندن میوه (به انگلیسی: Boy Peeling Fruit)، (به ایتالیایی: Fanciullo che monda un pomo) اثر نقاش باروک ایتالیایی میکل‌آنجلو مریسی دا کاراواجو (۱۶۱۰–۱۵۷۱) است که در حدود ۱۵۹۲ تا ۱۵۹۳ نقاشی شده‌است. این اولین اثر مشهور کاراواجو است که پس از ورودش به رم در اواسط سال ۱۵۹۲ نقاشی کرد. سبک او در این اثر مشخص نیست.